# 20007 Мерібраун
20007 Мерібраун (20007 Marybrown) — астероїд головного поясу, відкритий 7 червня 1991 року.
Тіссеранів параметр щодо Юпітера — 3,457.